# Капитан Тенкеш
«Капитан Тенкеш» (венг. A Tenkes kapitánya) — венгерский 13-серийный художественный телефильм, созданный в 1963 году на Венгерском телевидении (венг. Magyar Televízió / MTV) по одноимённому роману Ференца Эрши (1927—1994). Относится к жанру историко-приключенческому, содержит элементы комедии.
Первый зарубежный телесериал, который демонстрировался на Центральном телевидении СССР: премьерный показ состоялся с 6 по 25 августа 1965 года (серии были сгруппированы в 7 частей). В дальнейшем много раз повторялся (последний показ — в январе 1971 года).

## Содержание
Время действия сериала относится к началу XVIII столетия, когда на юге Венгрии разворачивается направленное против власти австрийских Габсбургов восстание под руководством князя Ференца II Ракоци. Вместе с тем, в завязке фильма звучит и точная дата начала приключений героев ленты — это 10 мая 1740 года.
Разгромленные в первой серии присланным из Вены австрийским полковником Экбертом фон Эберштейном венгерские куруцы, впоследствии возглавленные отважным и хитроумным Мате Эке, прозванным «капитаном Тенкешем», при постоянной поддержке местной крестьянской бедноты изгоняют врага из крепости Шиклош и захватывают в плен австрийского генерала. А подлый, хвастливый и коварный полковник фон Эберштейн в конце концов погибает при неудавшейся попытке взорвать крепость и своих врагов. Капитан Тенкеш же по ходу событий встречает любовь своей жизни Веронику, служанку баронессы Амалии, супруги фон Эберштейна. Вероника помогает повстанцам и становится верной подругой их предводителя.

## Создание фильма
Приключенческий сериал создавался венгерскими кинематографистами в самом Шиклоше и его окрестностях в 1963 и 1964 годах. После просмотра режиссёром отснятого материала часть серий были совмещены друг с другом, в результате чего длительность фильма сократилась почти на два часа. В результате кроме 13-серийного фильма выпущена была также двухсерийная кинолента протяжённостью в 184 минуты.
Сериал впервые был показан на венгерском телевидении с 11 января 1964 года. Также был популярен в 1960-е годы в других социалистических странах: в СССР, ГДР, Польше, Болгарии и других.

## Список серий
1 серия — Возмездие (венг. A vérdíj),

2 серия — Охота на человека (венг. Az embervadászat),

3 серия — Якаб Буга (венг. Buga Jakab),

4 серия — Торговец (венг. A tőzsér),

5 серия — Банщик (венг. A fürdőmester),

6 серия — Ярмарка (венг. A vásár),

7 серия — Странствующий студент (венг. A vándordiák),

8 серия — Вероника (венг. Veronika),

9 серия — Порох (венг. A puskapor),

10 серия — Военный план (венг. A haditerv),

11 серия — В плену (венг. Fogságban),

12 серия — Нет пощады (венг. Nincs kegyelem),

13 серия — Цыплят по осени считают (венг. Csattan az ostor).

## Исполнители главных ролей
- Капитан Тенкеш — Ференц Зенте
- Барон Экберт фон Эберштейн — Ласло Унгвари
- Баронесса Амалия фон Эберштейн — Марианна Кренчеи
- Дядюшка Шиклоши — Тибор Мольнар
- Якоб Буга — Дьюла Сабо
- Цыганка Роза — Ильдико Печи
- Вероника Секей — Марта Вайда
- Капитан Альфонс фон Брукенбакер — Золтан Башилидеш
- Фельдфебель — Иштван Силадьи
- Стрелок — Мадараш, Йожеф